# Zorzines luculentus
Zorzines luculentus är en fjärilsart som beskrevs av Inoue 1992. Zorzines luculentus ingår i släktet Zorzines och familjen nattflyn. Inga underarter finns listade i Catalogue of Life.